# Kanton Rouillac
Der Kanton Rouillac war bis 2015 ein französischer Wahlkreis im Département Charente und in der damaligen Region Poitou-Charentes. Er umfasste 16 Gemeinden im Arrondissement Cognac; sein Hauptort (frz.: chef-lieu) war Rouillac. Die landesweiten Änderungen in der Zusammensetzung der Kantone brachten im März 2015 seine Auflösung.
Der Kanton Rouillac war 230,97 km2 groß und hatte zuletzt 7770 Einwohner (Stand: 2012).

## Gemeinden
Der Kanton bestand aus 16 Gemeinden:
| Gemeinde           | Einwohner Jahr | Fläche km² | Bevölkerungsdichte | Code INSEE | Postleitzahl |
| ------------------ | -------------- | ---------- | ------------------ | ---------- | ------------ |
| Anville            | 204 (2013)     | –          | – Einw./km²        | 16017      | 16170        |
| Auge-Saint-Médard  | 301 (2013)     | –          | – Einw./km²        | 16339      | 16170        |
| Bignac             | 224 (2013)     | –          | – Einw./km²        | 16043      | 16170        |
| Bonneville         | 147 (2013)     | –          | – Einw./km²        | 16051      | 16170        |
| Courbillac         | 697 (2013)     | –          | – Einw./km²        | 16109      | 16200        |
| Genac              | 751 (2013)     | –          | – Einw./km²        | 16148      | 16170        |
| Gourville          | 625 (2013)     | –          | – Einw./km²        | 16156      | 16170        |
| Marcillac-Lanville | 586 (2013)     | –          | – Einw./km²        | 16207      | 16140        |
| Mareuil            | 410 (2013)     | –          | – Einw./km²        | 16208      | 16170        |
| Mons               | 252 (2013)     | –          | – Einw./km²        | 16221      | 16140        |
| Montigné           | 165 (2013)     | –          | – Einw./km²        | 16228      | 16170        |
| Plaizac            | 150 (2013)     | –          | – Einw./km²        | 16262      | 16170        |
| Rouillac           | 1.908 (2013)   | –          | – Einw./km²        | 16286      | 16170        |
| Saint-Cybardeaux   | 826 (2013)     | –          | – Einw./km²        | 16312      | 16170        |
| Sonneville         | 230 (2013)     | –          | – Einw./km²        | 16371      | 16170        |
| Vaux-Rouillac      | 300 (2013)     | –          | – Einw./km²        | 16395      | 16170        |